# Альма (тропический шторм)
Тропический шторм «Альма» (англ. Tropical Storm Alma)  — первый тропический циклон и первый тропический шторм сезона тихоокеанских ураганов 2008 года, вызвавший  наводнения и оползни в странах Центральной Америке. Остатки шторма сформировали Тропический шторм Артур в Атлантике
Альма был первым зарегистрированным тропическим штормом, обрушившимся на тихоокеанское побережье Никарагуа. В Центральной Америке проливные дожди вызвали наводнения и оползни, в результате которых погибли 11 человек и был нанесён ущерб в размере 35 млн долларов.

## Метеорологическая история

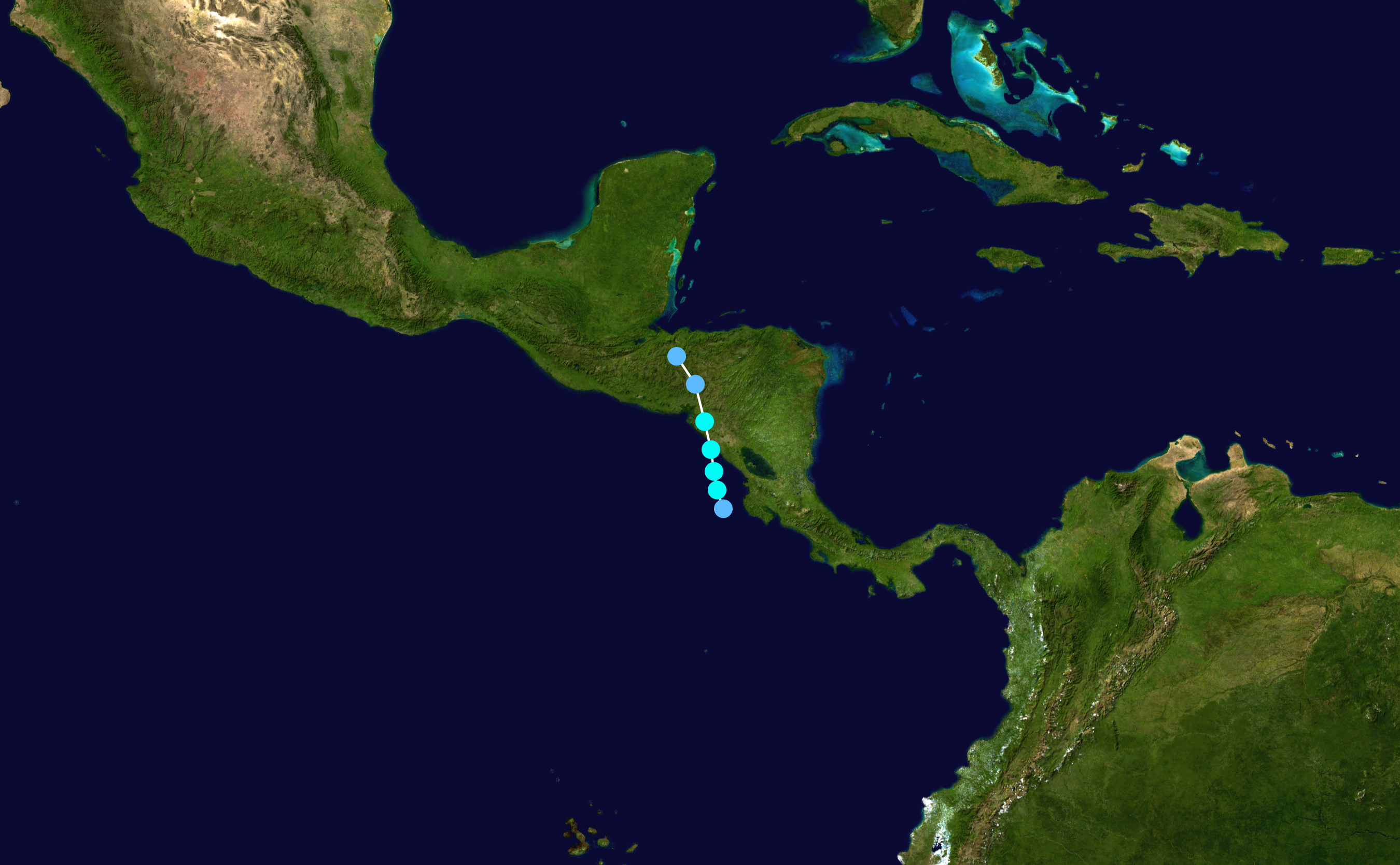
Карта пути и интенсивности Тропического шторма Альма по шкале Саффира — Симпсона

К концу мая 2008 года компьютерные модели прогнозируют развитие обширной области низкого давления к юго-западу от Центральной Америки. 26 мая большой жёлоб простирался от юго-западной части Карибского моря через Коста-Рику до восточной части Тихого океана, образуя широкую область низкого давления по всему региону. Возникла рассеянная область сильной конвекции, частично связанная с зоной межтропической конвергенции. Находясь в зоне возмущение оставалось практически стационарным, а 27 мая  активность ливня увеличилась в организации.  Система постепенно становилась лучше организованной, и с достаточно хорошо развитой циркуляцией и конвективной структурой Национальный центр ураганов (NHC) классифицировал систему как Tropical Depression One-E в 03:00  UTC 29 мая, примерно в 105 милях (165 миль). км) к западу-северо-западу от Кабо Бланко, Коста-Рика.
Над гребнем среднего уровня, расположенным в Мексиканском заливе, депрессия в основном дрейфовала на север через область с теплой водой и слабым сдвигом ветра. Первоначально его конвекция была слабой и ограничивалась несколькими полосами дождя далеко от центра. Таким образом, усиления после минимального статуса тропического шторма не ожидалось. Однако в системе быстро образовались сильные грозы около центра с усиленной полосой в южном полукруге, и в 15:00 по всемирному координированному времени 29 мая NHC повысил уровень депрессии до тропического шторма Альма, примерно в 55 милях (85 км) к юго-западу от Манагуа, Никарагуа. Его интенсивность была установлена на уровне 45 миль в час (75 км/ч), а интенсивность шторма прогнозировалась лишь немного выше перед выходом на берег. Однако через час после того, как он был повышен до статуса тропического шторма, NHC повторно оценил интенсивность как 65 миль в час (100 км / ч), сославшись на обновленные наблюдения со спутниковых изображений и QuikSCAT. Особенность глаз формируется, окруженный очень плотным кольцом конвекции, и около 1900 UTC 29 мая Альма сделал выход на сушу  вблизи Леон, Никарагуа, как сильный тропический шторм. Шторм быстро утих после того, как вышел  на берег, хотя небольшой участок грозы продолжался, когда он перешёл в горный район на юге Гондураса. После прохождения около Тегусигальпы Альма ослабла до состояния тропической депрессии, и в 15:00 UTC 30 мая циклон рассеялся около границы Гондураса и Гватемалы. 31 мая после пересечения Центральной Америки как области низкого давления, остатки Альмы переместились в Гондурасский залив и породили тропический шторм Артур.

## Подготовка и последствия
Одновременно с первым предупреждением о депрессии правительство Коста-Рики выпустило предупреждение о тропическом шторме для всего тихоокеанского побережья страны. Примерно за четыре часа до выхода на сушу, когда была названа Альма, предупреждение о тропическом шторме действовало для всего побережья Коста-Рики, Никарагуа, Гондураса и Сальвадора. Когда стало известно, что шторм намного сильнее, чем предполагалось ранее, было выпущено предупреждение об урагане для побережья Никарагуа и Гондураса, и прогнозировалось, что Альма получит статус урагана. Перед выходом на берег NHC предупредил, что шторм может вызвать до 20 дюймов (500 мм) осадков, что приведёт к оползням и внезапным наводнениям. Национальная комиссия Коста-Рики по чрезвычайным ситуациям открыла убежища до прихода шторма; 250 человек в Паррите эвакуированы из своих домов. В Никарагуа официальные лица эвакуировали около 5 000 человек, а 3 000 военнослужащих были мобилизованы для оказания помощи в ликвидации последствий урагана.
Когда тропический шторм Альма обрушился на сушу, в Центральной Америке выпали от умеренных до сильных дождей. В городе Давид, Чирики на западе Панамы, за 48 часов выпало 5,75 дюйма (141 мм) осадков. Кроме того, в столице Коста-Рики Сан-Хосе выпало 3,07 дюйма (78 мм) осадков за 48-часовой период. В Коста-Рике осадки вызвали наводнение реки, угрожающее 17 общинам. Это также вызвало массовые оползни, в результате которых было закрыто не менее восьми дорог. Ураган повалил деревья и линии электропередач, оставив без электричества в стране около 42 000 человек. Две смерти были зарегистрированы в стране, а также ущерб в Коста-Рике оценивается ($35 млн 2008  USD).
В Леоне, недалеко от места выхода на берег в Никарагуа, прохождения Альмы оставил город без электричества. В городе было разрушено несколько зданий, повреждены некоторые дороги. Во многих департаментах Леон и Чинандега из-за сильного ветра отключилось электричество. 2 человека погибли от удара током из-за обрушенного высоковольтного кабеля. В море один человек утонул, преодолевая шторм на своей лодке. В Тегусигальпе, Airbus A320 выкатился за пределы взлётно-посадочной полосы, из-за проливного дождя. Погибли трое на борту, двое на земле, ранены около 80. Ещё один случай со смертельным исходом был зарегистрирован в Гондурасе, когда молодую девушку унесло бушующим потоком.